# I'll Be There for You (bài hát của Bon Jovi)
"I'll Be There for You" là bài hát của bạn nhạc hard rock nước Mỹ Bon Jovi, phát hành năm 1989 làm đĩa đơn thứ ba từ album của họ New Jersey. Bài hát được sáng tác bởi Jon Bon Jovi và Richie Sambora. Đĩa đơn này đã nhanh chóng đạt vị trí quán quân trên bảng xếp hạng Billboard Hot 100 nước Mỹ.
"I'll Be There for You" là đĩa đơn quán quân thứ tư trên Billboard và cũng là đĩa đơn quán quân cuối cùng của nhóm.
Bài hát cũng được coi là một trong những bài hát tiêu biểu của Bon Jovi và thể loại cổ điển của nhạc power ballad.

## Video âm nhạc
Video âm nhạc cho "I'll Be There for You" có cảnh ban nhạc đầu tiên đứng ở một sân khấu tối, linh hồn của ban nhạc Jon Bon Jovi và tay ghi ta Richie Sambora được quay cận cảnh nhiều nhất. Cảnh trong video sau đó bị tắt giữa chừng và tiếp theo đến cảnh buổi biểu diễn của Bon Jovi tại Wembley Arena cũ ở London, Anh.

## Xếp hạng
| Quốc gia (1989) | Vị trí cao nhất |
| --------------- | --------------- |
| Anh             | 18              |
| Canada          | 2               |
| Đức             | 67              |
| Hà Lan          | 22              |
| Hoa Kỳ          | 1               |
| Ireland         | 6               |
| Thụy Sĩ         | 15              |
| Úc              | 23              |